# Awash (ort)
Āwash är en ort i Etiopien.   Den ligger i regionen Afar, i den centrala delen av landet, 160 km öster om huvudstaden Addis Abeba. Āwash ligger 917 meter över havet och antalet invånare är 11 415.

## Terräng och klimat
Terrängen runt Āwash är platt åt nordväst, men åt sydost är den kuperad. Runt Āwash är det ganska glesbefolkat, med 47 invånare per kvadratkilometer. Det finns inga andra samhällen i närheten. Trakten runt Āwash består i huvudsak av gräsmarker.